# Van Lawick
Van Lawick (ook: Van Lawick van Pabst) is een oud-adellijk geslacht uit de Over-Betuwe waarvan de geschiedenis teruggaat tot de 13e eeuw. De mannelijke leden droegen an oudsher de titel "Ridder" en behoorden tot de ridderschappen van Zutphen en Nijmegen.  Vanaf 1893 werden verschillende familieleden officieel erkend te behoren tot de Nederlandse adel, allen met de titel van baron of barones. 

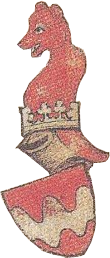
Wapen Van der Lawick in het Wapenboek Gelre, folio 89, circa 1395-1402

## Geschiedenis
De genealogie gaat terug tot Ridder Van Lawick, geboren omstreeks 1270. De formele familielijn begint echter met Henrick Van Lawick, die in 1360/61 wordt vermeld als eigenaar van een tiende deel van het Hof te Angeren. Door de eeuwen heen bekleedden leden van de familie Van Lawick belangrijke posities; Arnt van Lawick diende als raadsheer van hertog Reinald III van Gelre (1363-1371), terwijl Jorden van Lawick in 1442 het Unieverdrag tussen de Ridderorde en de steden van Gelre en Zutphen ondertekende.
Een cruciale verandering in de familienaam vond plaats in de 18e eeuw. In 1737 trouwde Lydia Françoise van Lawick, dochter van Johan van Lawick en Anna van den Broek, met Johann Anthony Edler von Pabst (van Duitse adel). Hun zoon Adrianus Albertus erfde het landgoed Cortenbergh en nam, conform het testament van zijn moeder, de achternaam Van Lawick Van Pabst aan. Dit markeerde het begin van deze gecombineerde familienaam en ging gepaard met een samenvoeging van beide familiewapens.
Bij K.B. d.d. 29 juli 1893, nr 44, werd Victor van Lawick erkend te behoren tot de Nederlandse adel; tussen 1893 en 1898 werden bij KB nog verschillende andere leden erkend te behoren tot de Nederlandse adel. In 1897 en 1898 werd voor alle dan levende, geadelde leden van de familie de titel van baron erkend. In 1990 en 1991 werden verschillende, tot dan toe niet geadelde leden van de oudste tak Van Lawick (van Pabst) erkend te behoren tot de Nederlandse adel, allen met de titel van baron of barones. De eerste van die tweede reeks adelserkenningen van leden van dit geslacht werd bij K.B. van 6 juni 1990 erkend; het betrof hier Willem Pieter van Lawick van Pabst (1926-2001).

## Bewezen afstamming van het geslacht
Hoewel de familie teruggaat tot de 13e eeuw, wordt voor de nog levende takken vaak Jorden van der Lawick, hertogelijk rentmeester van Buren en Beusichem in 1466, als gemeenschappelijke voorvader beschouwd. Eind 18e eeuw was Nicolaas Carel van Lawick, heer van Ravenstein. (1739-1811), de enige overgebleven stamhouder. Uit twee van diens zonen bij Maria Van Reede van Oudtshoorn stammen alle thans nog levende leden van de familie.
De oudste zoon, Pieter Herbert van Lawick (1780-1846), adopteerde de naam Van Pabst, waarmee hij de traditie voortzette die was begonnen met Adrianus Albertus (zoon van Lydia Françoise van Lawick), die conform het testament van zijn moeder de naam Van Lawick Van Pabst had aangenomen na het erven van Cortenbergh in de 18e eeuw. Deze tak Van Lawick van Pabst heeft dus geen directe patrilineaire relatie met het geslacht Van Pabst, maar verkreeg de naam via een vrouwelijke lijn. Nakomelingen van deze tak zijn in 1990 en 1991 erkend te behoren tot de Nederlandse adel.
De nakomelingen van de jongste zoon, Carel Barend van Lawick (1787-1823), bleven alleen de naam Van Lawick dragen en werden tussen 1893 en 1898 erkend met de titel baron(es). De familie heeft zich sindsdien internationaal vertakt met takken in België, Frankrijk, Amerika en Australië, waarbij opgemerkt moet worden dat naturalisatie in andere landen het verlies van Nederlandse adellijke titels betekende.

## Enkele telgen

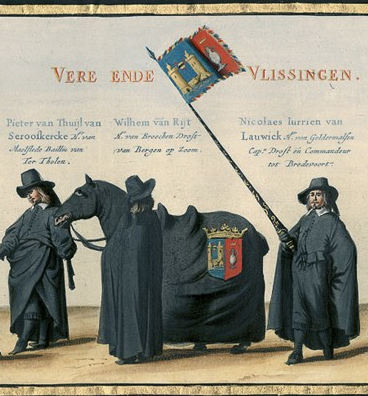
Georg Nicolaas van der Lawick in de begrafenisstoet van Frederik Hendrik (1647)

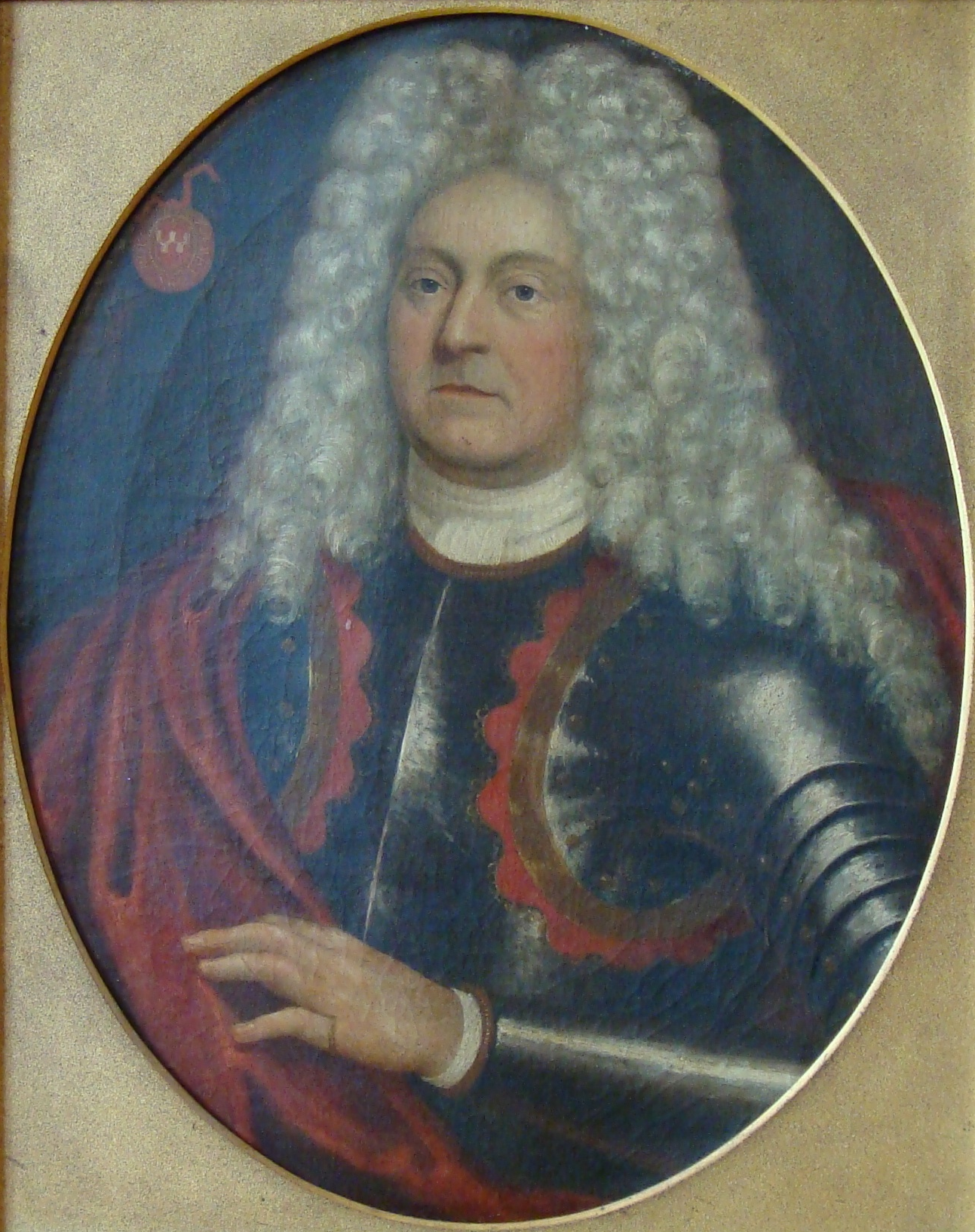
Arend van Lawick (rond 1700)

- Goossen van der Lawick, heer van Deil en Geldermalsen, drost van Buren (1541), dijkheemraad van Tielerwaard, gedeputeerde van de Ridderschap van Nijmegen. Gedeputeerde naar Margaretha van Parma en toezichthouder (1560) op de naleving van het verdrag van Venlo. In 1563 wordt hij opnieuw met de heerlijkheid Deil beleend door de nieuwe graaf van Buren, prins Willem van Oranje
- Jan van der Lawick, schout van Buren, veroverde het kasteel van Buren op de Spanjaarden en hield dat voor prins Willem van Oranje bezet (1572); neemt met eigen knechten en paarden deel aan het beleg van Haarlem (1573)
- Gooswijn van der Lawick (1547-1629), heer van Geldermalsen, drost van Bredevoort
- Eusebius van der Lawick, luitenant kolonel, bevelhebber van Münden toen dit door de troepen van de graaf van Tilly werd ingenomen en uitgemoord (Blutpfinkstern, 1626)
- Christoffel van der Lawick (±1593-1647), heer van Geldermalsen, page en kamerjonker van Maurits van Oranje, kapitein, drost van Bredevoort, een van de bevelhebbers bij de inname van Wesel (1629)
- Georg Nicolaas van der Lawick (±1594-1664), heer van Geldermalsen en Oldenbarnsveld, kapitein, drost en gouverneur van Bredevoort, een van de bevelhebbers bij de inname van Wesel (1629), het Beleg van 's-Hertogenbosch (1629) en het Beleg van Maastricht (1632)
- Gooswijn Wilhelm van der Lawick (±1630-1665), drost van Bredevoort, overgrootvader van Nicolaas Carel van Lawick
- Arend van der Lawick (±1654-1709), Gedeputeerde ter vergadering van de Staten-Generaal, ambtsjonker van Ede en kapitein (rang)

## Overige telgen

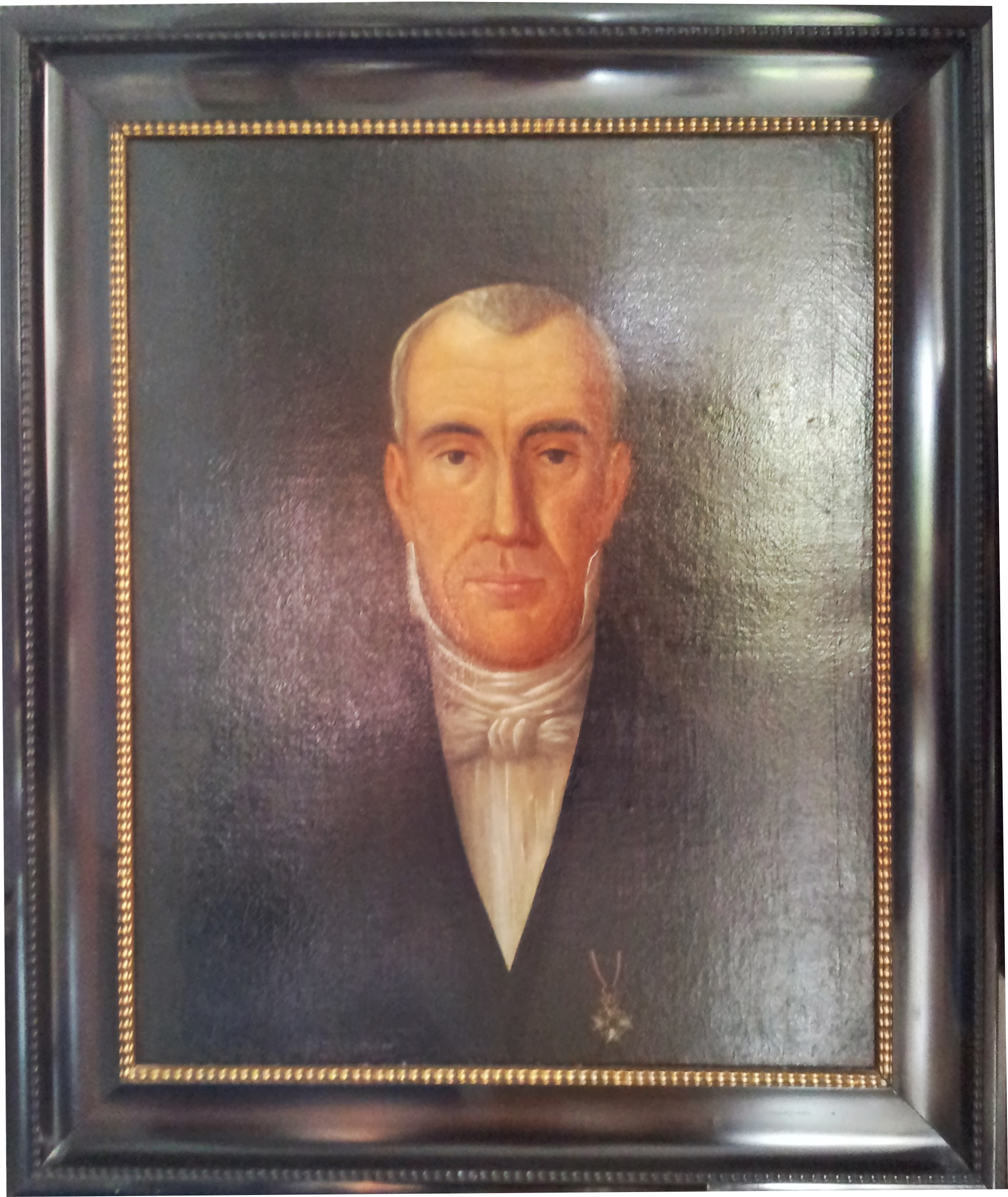
Pieter Herbert van Lawick van Pabst (rond 1820)

- Nicolaas Carel van Lawick, heer van Ravenstein (1739-1811), schepen hoog gerecht van Deil
  - Pieter Herbert van Lawick van Pabst (1780-1846), onder andere resident van Batavia
    - Carel Nicolaas Herbertus van Lawick van Pabst (1814-1878), assistent-resident van Batavia, magistraat te Banda, notaris
      - Petrus Marius van Lawick van Pabst (1868-1934), boekhouder
        - dr. Marius Herbertus van Lawick van Pabst (1894-1960), geneesheer, overleefde als krijgsgevangene de torpedering van de Junyo Maru, een van de grootste scheepsrampen aller tijden, en de daarop volgende dwangarbeid aan de Pakanbaroe-spoorweg
          - Marius Herbertus baron van Lawick van Pabst (1925-2011), tandarts, een van de leden van het geslacht die vanaf 1990 erkend werden te behoren tot de Nederlandse adel met de titels van baron of barones
          - Willem Pieter baron van Lawick van Pabst (1926-2001), anesthesist, eerste van de leden van het geslacht die vanaf 1990 erkend werden te behoren tot de Nederlandse adel met de titels van baron of barones

  - Carel Barend van Lawick (1787-1823), tabakskoopman
    - Carel Nicolaas van Lawick (1812-1879)
      - Prosper Henri Julius baron van Lawick (1844-1901), een van de leden van het geslacht die vanaf 1893 erkend werden te behoren tot de Nederlandse adel; trouwde in 1872 Wilhelmina Marie Bernardine de Sturler de Frienisberg (1844-1927), lid van het geslacht De Sturler en dochter van Ludwig Alexander de Sturler de Frienisberg (1808-1851), 2e luitenant, en Gesina Rica Couperus (1822-1892), lid van de familie Couperus en tante van Louis Couperus
        - Mary Rika barones van Lawick (1873-1948); trouwde in in 1907 met haar achterneef John Ricus Couperus (1853-1940), broer van Louis Couperus

      - Herman Jacob baron van Lawick (1846-1909), steenfabrikant
        - Herman baron van Lawick (1887-1971), journalist
          - Herman baron van Lawick (1914-2005), topambtenaar
            - drs. Marie Justine barones van Lawick (1950), psychotherapeute; trouwde in 1973 met jhr. mr. Pieter de Savornin Lohman (1948), oud-ambtenaar, voorzitter van de Hoge Raad van Adel; had daarna onder andere nog een relatie met Arthur Sonnen (1946-2024), theaterprogrammeur
            - Herman Jorden baron van Lawick (1954), zanger

      - jhr. mr. Hugo Gustav van Lawick (1847-1897), lid raad van justitie te Soerabaja; trouwde in 1879 Wilhelmina Petronella Nicolasina Schuurman (1855-1939), dochter van Willem Schuurman (1826-1917), kolonel der infanterie, en Maria Catharina Eleonora Riesz (1832-1908), de laatste een dochter van generaal Carel Jan Riesz en familielid van en goed bevriend met Louis Couperus 
        - Hugo Charles Gustav baron van Lawick (1882-1965), luitenant-generaal en gouverneur K.M.A. 1934-1940, lid van de generale staf, in Duitse krijgsgevangenschap in 1940-1945
          - Hugo Anne Victor Raoul baron van Lawick (1909-1941), luitenant-ter-zee
            - Hugo Arndt Rodolf baron van Lawick (1937-2002), filmproducent en auteur, winnaar van acht Emmy Awards; trouwde in 1964 (gescheiden in 1974) met Jane Goodall (1934), antroologe

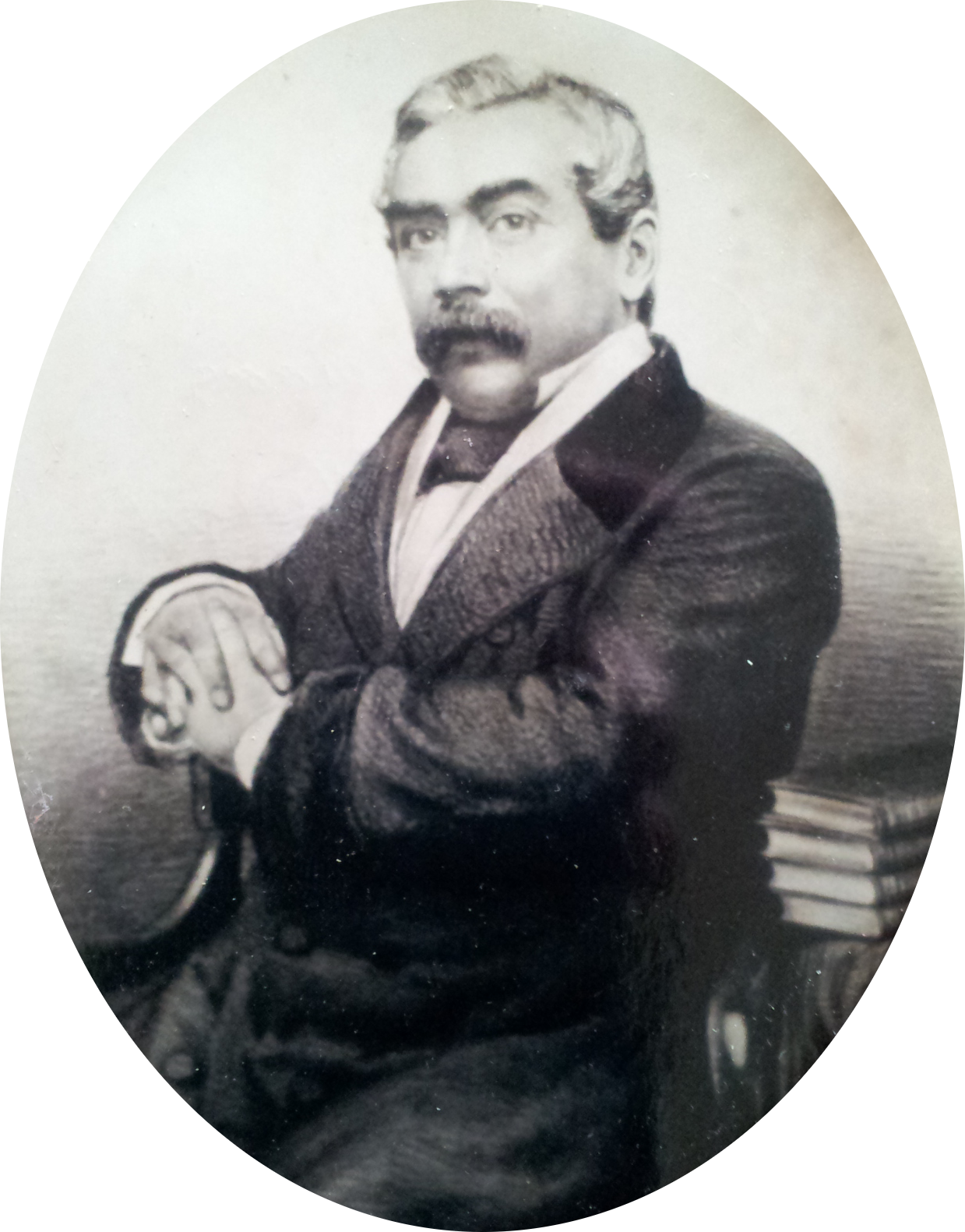
Carel Nicolaas Herbert van Lawick van Pabst (1814-1878), assistent-resident van Batavia, magistraat te Banda
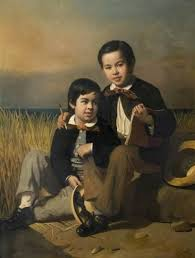
Portret van Pieter en Henri van Lawick van Pabst (1860) door Nicolaas Pieneman
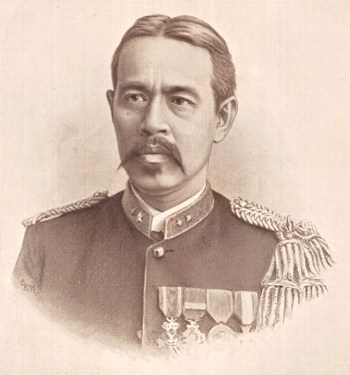
Pieter van Lawick van Pabst (1848-1894), Ridder in de Militaire Willems-Orde

## Wapen
Het familiewapen van de familie Van Lawick is als volgt: In keel een geënte zilveren dwarsbalk (drie hele en twee halve entingen). De familie versiert het wapenschild met de volgende pronkstukken. Een halfaanziende helm; een ridderkroon; dekkleden:rood, gevoerd van zilver; helmteken: een uitkomende rode beer. Schildhouders: twee gouden leeuwen, rood getongd, de rechter aanziend. Het geheel geplaatst op een zwart voetstuk. De pronkstukken zijn geen deel van het wapen. Alle bekende zegels tot in de 16e eeuw hebben twee sterren in de schilhoeken. Dit is vermoedelijk een breuk ter onderscheid van het wapen Van Homoet. De leden van de thans nog levende tak voeren vanaf de 16e eeuw de sterren niet meer. De meeste leden van de Wageningse tak zijn de sterren in de schildhoeken blijven voeren, net als de Vlaamse tak. Het wapen komt voor in het Wapenboek Gelre.

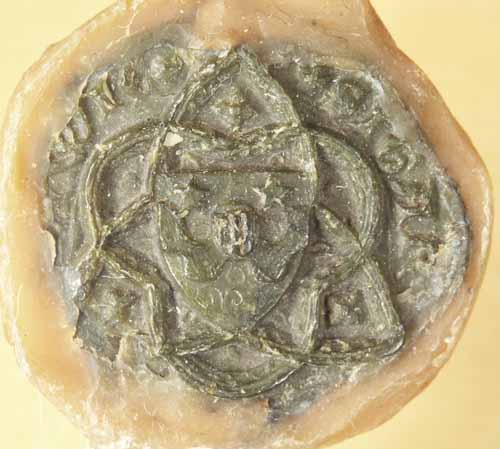
Zegel d.d. 11 januari 1368 van Arnt van der Lawijc
Verschijningsvorm in de Ridderschap van Zutphen
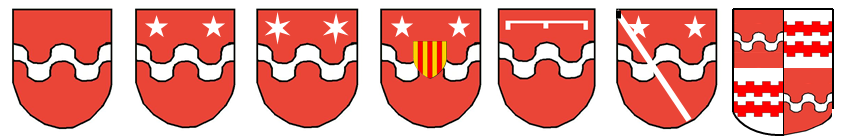
Verschijningsvormen wapen Van Lawick
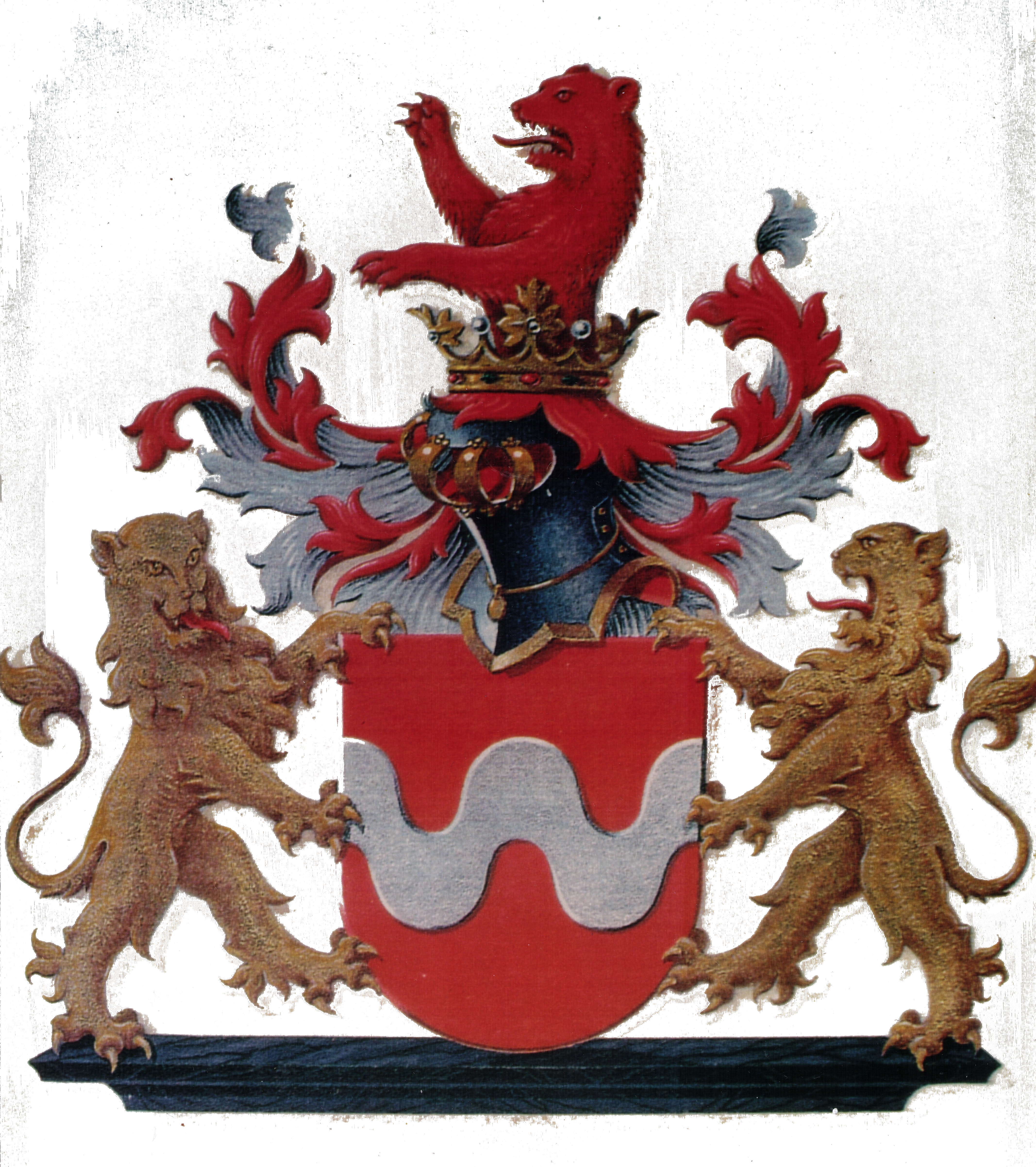
Wapen van W.P. baron van Lawick van Pabst bij erkenning in 1990